# Dorne
Dorne is een gehucht van Opoeteren dat zelf een deelgemeente is van de Belgische stad Maaseik. Het ligt langs de weg van Maaseik naar As. In de plaats bevinden zich verscheidene knooppunten van het fietsroutenetwerk Limburg (38 en 59).

## Bezienswaardigheden
- De Sint-Donatuskerk
- De oude Sint-Donatuskerk, inmiddels verbouwd tot woning, zie onder Sint-Donatuskerk.
- De Sint-Donatuskapel vroegere zaalkerk uit de 17de eeuw, aan de Nielerstraat.
- Lourdesgrot, aan de Nielerstraat, uit 1954
- Kasteel De Schans, op de plaats van de voormalige Dornerschans.

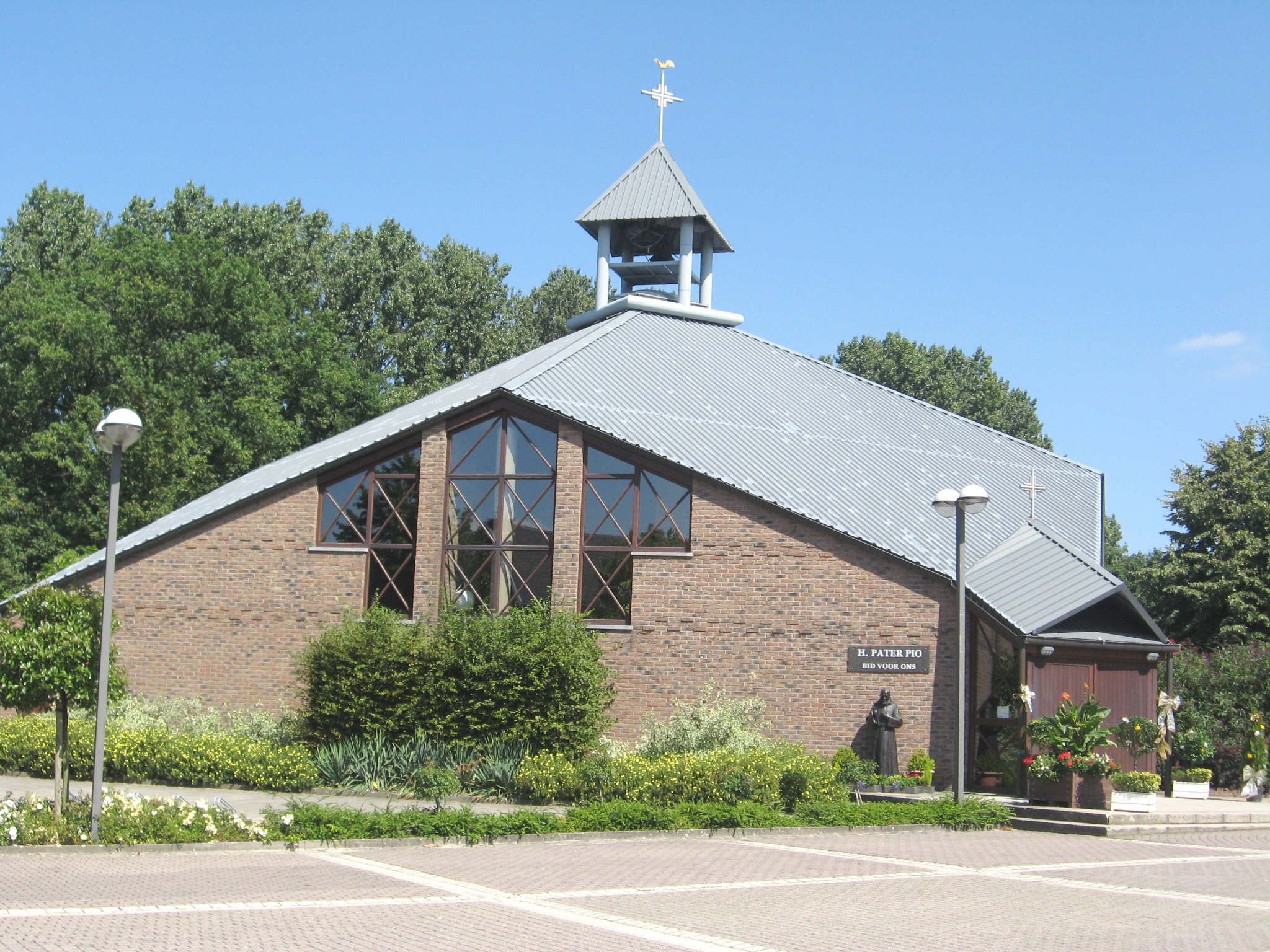
De Sint-Donatuskerk van Dorne
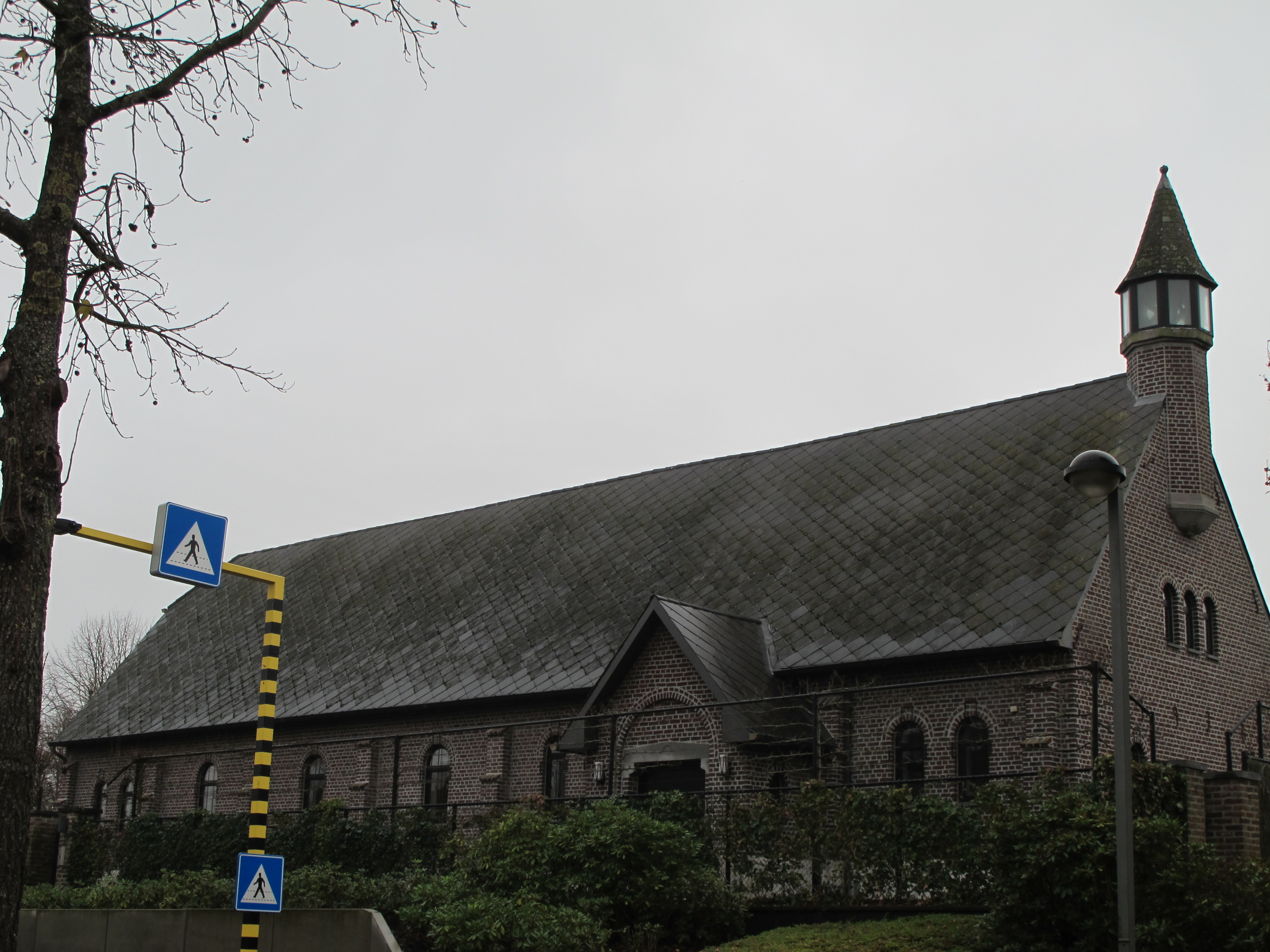
Voormalige Sint-Donatuskerk
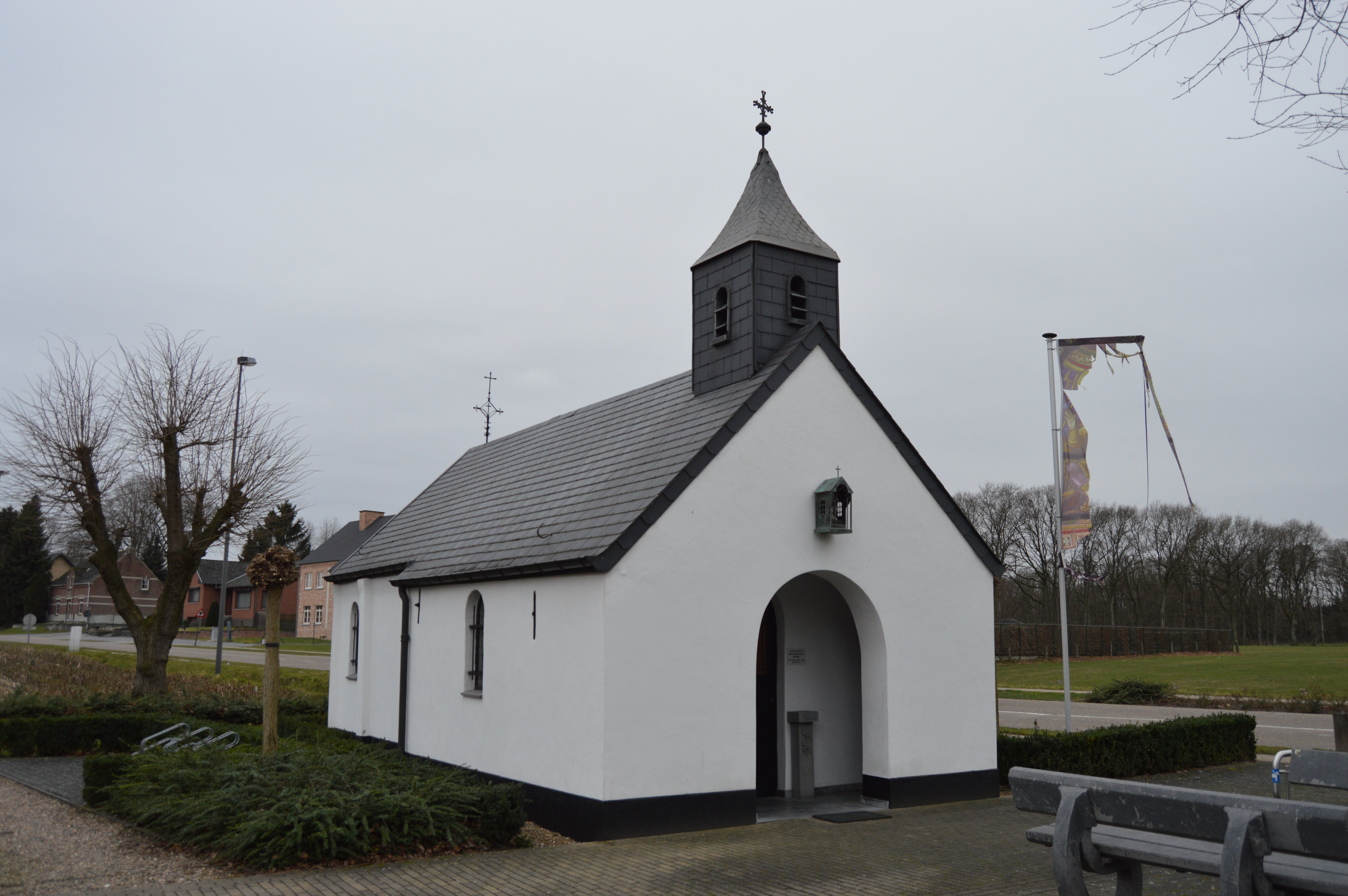
Sint-Donatuskapel (17e eeuw)
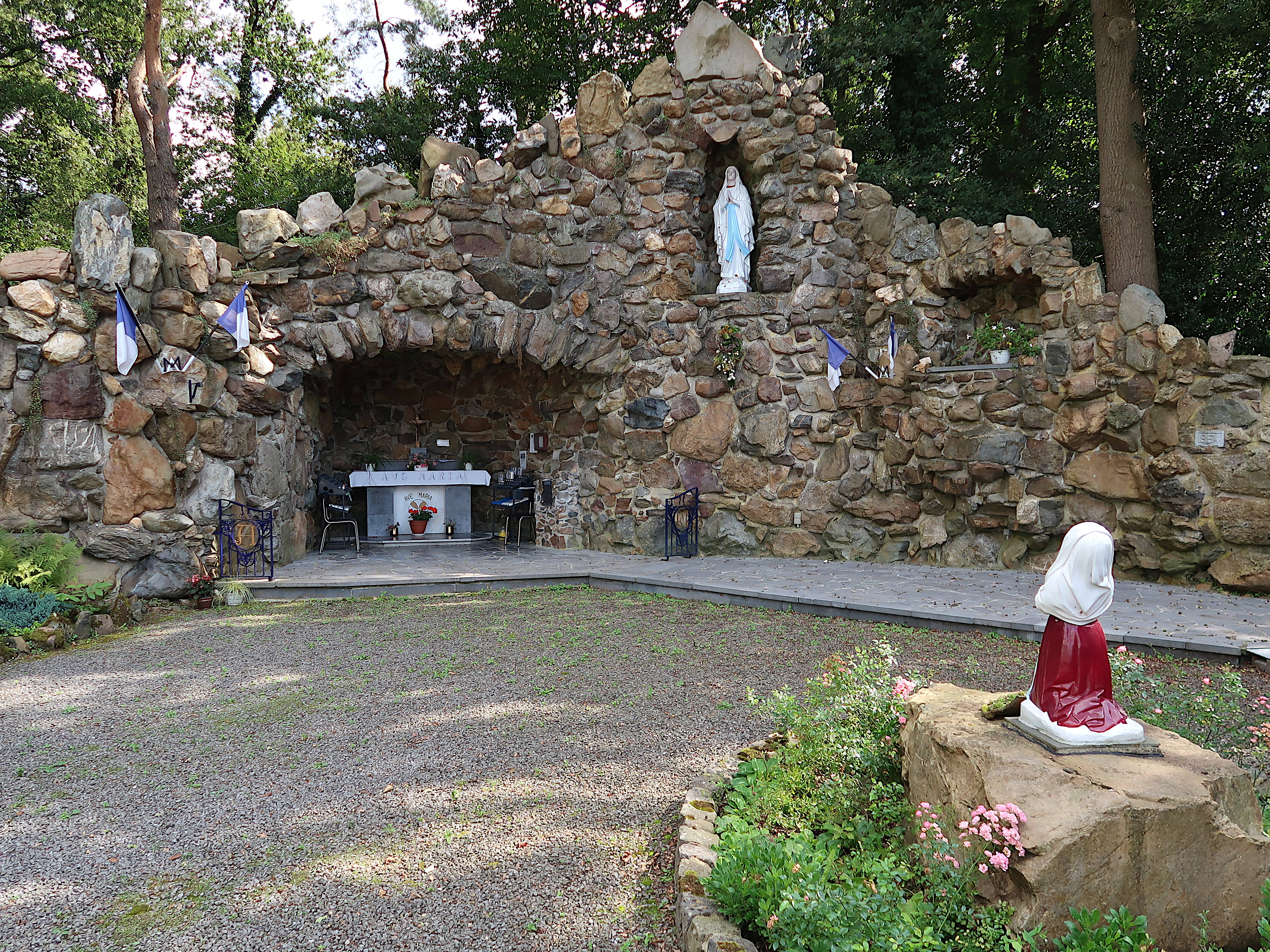
Lourdesgrot in Dorne

## Natuur en landschap
Dorne heeft zich ontwikkeld op de rechterflank van de Bosbeekvallei en ligt op het Kempens Plateau. Op de Bosbeek in de plaats Opglabbeek, tegenover Dorne, staat de Slagmolen

## Verenigingsleven
- Voetbalclub Flandria Dorne (clubkleuren blauw-wit). Het stadion van de club heet De Braam.. is in 2015 opgehouden met bestaan.
- Dorne heeft een schutterij, vernoemd naar Sint-Sebastiaan. Deze won in 1980 het Oud Limburgs Schuttersfeest.
- Dorne heeft sinds 1995 een jaarlijks terugkerend dorpsfeest. Genoemd naar de naam van het dorp uitgesproken in het dialect. De Deireleire Fieste.

Zij fungeren als feitelijke vereniging onder de VZW Parochiale Werken.
Dit dorpsfeest vindt sinds enkele jaren plaats in en rond zaal De Bempt in het tweede weekend van juli.

## Nabijgelegen kernen
Niel-bij-As, Opglabbeek, Opoeteren
Deelgemeenten: Maaseik · Neeroeteren · Opoeteren

Overige kernen: Aldeneik · Berg · De Riet · Dorne · Heppeneert · Gremelslo · Schootsheide · Siemkensheuvel · 't Ven · Voorshoven · Waterloos · Wurfeld

Belgische gemeenten · Arrondissement Maaseik · Limburg · Vlaanderen